# Lista de ginastas nos Jogos Olímpicos de Verão de 2020
Esta é uma lista dos ginastas que representaram seus respectivos países nos Jogos Olímpicos de Verão de 2020 em Tóquio, Japão, de 24 de julho a 8 de agosto de 2021. Ginastas de três disciplinas (ginástica artística, ginástica rítmica e trampolim) participaram dos Jogos.

## Ginastas artísticos masculinos
|                        | Nome              | País        | Data de nascimento               |
| ---------------------- | ----------------- | ----------- | -------------------------------- |
| Competidor mais jovem  | Illia Kovtun      | UKR Ucrânia | 10 de agosto de 2003 (17 anos)   |
| Concorrente mais velho | Marian Drăgulescu | ROU Romênia | 18 de dezembro de 1980 (40 anos) |

### Equipe
| CON                | Nome                      | Data de nascimento                | Cidade natal      | Reservas                                                                |
| ------------------ | ------------------------- | --------------------------------- | ----------------- | ----------------------------------------------------------------------- |
| BRA Brasil         | Francisco Barretto Júnior | 31 de outubro de 1989 (31 anos)   | Ribeirão Preto    |                                                                         |
| BRA Brasil         | Arthur Mariano            | 18 de setembro de 1993 (27 anos)  | São Paulo         |                                                                         |
| BRA Brasil         | Diogo Soares              | 12 de abril de 2002 (19 anos)     | Piracicaba        |                                                                         |
| BRA Brasil         | Caio Souza                | 12 de setembro de 1993 (27 anos)  | Volta Redonda     |                                                                         |
| CHN China          | Lin Chaopan               | 27 de agosto de 1995 (25 anos)    | Quanzhou          | - Deng Shudi - Huang Mingqi - Lan Xingyu - Weng Hao - Zhang Boheng      |
| CHN China          | Sun Wei                   | 12 de agosto de 1995 (25 anos)    | Jiangsu           | - Deng Shudi - Huang Mingqi - Lan Xingyu - Weng Hao - Zhang Boheng      |
| CHN China          | Xiao Ruoteng              | 30 de janeiro de 1996 (25 anos)   | Pequim            | - Deng Shudi - Huang Mingqi - Lan Xingyu - Weng Hao - Zhang Boheng      |
| CHN China          | Zou Jingyuan              | 3 de janeiro de 1998 (23 anos)    | Yibin             | - Deng Shudi - Huang Mingqi - Lan Xingyu - Weng Hao - Zhang Boheng      |
| TPE Taipé Chinês   | Hung Yuan-hsi             | 27 de julho de 2001 (19 anos)     | Taipé             |                                                                         |
| TPE Taipé Chinês   | Lee Chih-kai              | 3 de abril de 1996 (25 anos)      | Yilan             |                                                                         |
| TPE Taipé Chinês   | Shiao Yu-jan              | 9 de dezembro de 1999 (21 anos)   | Taipé             |                                                                         |
| TPE Taipé Chinês   | Tang Chia-hung            | 23 de setembro de 1996 (24 anos)  | Taipé             |                                                                         |
| GER Alemanha       | Lukas Dauser              | 15 de junho de 1993 (28 anos)     | Ebersberg         | - Nick Klessing                                                         |
| GER Alemanha       | Nils Dunkel               | 20 de fevereiro de 1997 (24 anos) | Erfurt            | - Nick Klessing                                                         |
| GER Alemanha       | Philipp Herder            | 21 de outubro de 1992 (28 anos)   | Berlim            | - Nick Klessing                                                         |
| GER Alemanha       | Andreas Toba              | 7 de outubro de 1990 (30 anos)    | Hanover           | - Nick Klessing                                                         |
| GBR Grã-Bretanha   | Joe Fraser                | 6 de dezembro de 1998 (22 anos)   | Birmingham        | - Jake Jarman                                                           |
| GBR Grã-Bretanha   | James Hall                | 6 de outubro de 1995 (25 anos)    | Maidstone         | - Jake Jarman                                                           |
| GBR Grã-Bretanha   | Giarnni Regini-Moran      | 2 de agosto de 1998 (22 anos)     | Gravesend         | - Jake Jarman                                                           |
| GBR Grã-Bretanha   | Max Whitlock              | 13 de janeiro de 1993 (28 anos)   | Hemel Hempstead   | - Jake Jarman                                                           |
| JPN Japão          | Daiki Hashimoto           | 7 de agosto de 2001 (19 anos)     | Chiba             |                                                                         |
| JPN Japão          | Kazuma Kaya               | 19 de novembro de 1996 (24 anos)  | Funabashi         |                                                                         |
| JPN Japão          | Takeru Kitazono           | 21 de outubro de 2002 (18 anos)   | Osaka             |                                                                         |
| JPN Japão          | Wataru Tanigawa           | 23 de julho de 1996 (25 anos)     | Funabashi         |                                                                         |
| ROC                | Denis Ablyazin            | 3 de agosto de 1992 (28 anos)     | Penza             |                                                                         |
| ROC                | David Belyavskiy          | 23 de fevereiro de 1992 (29 anos) | Ecaterimburgo     |                                                                         |
| ROC                | Artur Dalaloyan           | 26 de abril de 1996 (25 anos)     | Moscou            |                                                                         |
| ROC                | Nikita Nagornyy           | 12 de fevereiro de 1997 (24 anos) | Rostóvia do Dom   |                                                                         |
| KOR Coreia do Sul  | Kim Han-sol               | 29 de dezembro de 1995 (25 anos)  | Seul              | - Lee Jung-hyo                                                          |
| KOR Coreia do Sul  | Lee Jun-ho                | 22 de outubro de 1995 (25 anos)   | Seul              | - Lee Jung-hyo                                                          |
| KOR Coreia do Sul  | Ryu Sung-hyun             | 22 de outubro de 2002 (18 anos)   | Seul              | - Lee Jung-hyo                                                          |
| KOR Coreia do Sul  | Yang Hak-seon             | 6 de dezembro de 1992 (28 anos)   | Gwangju           | - Lee Jung-hyo                                                          |
| ESP Espanha        | Néstor Abad               | 29 de março de 1993 (28 anos)     | Madri             |                                                                         |
| ESP Espanha        | Thierno Diallo            | 22 de novembro de 2000 (20 anos)  | Manresa           |                                                                         |
| ESP Espanha        | Nicolau Mir               | 10 de maio de 2000 (21 anos)      | Palma de Mallorca |                                                                         |
| ESP Espanha        | Joel Plata                | 20 de março de 1998 (23 anos)     | Barcelona         |                                                                         |
| SUI Suíça          | Christian Baumann         | 25 de fevereiro de 1995 (26 anos) | Leutwil           |                                                                         |
| SUI Suíça          | Pablo Brägger             | 27 de novembro de 1992 (28 anos)  | Oberbüren         |                                                                         |
| SUI Suíça          | Benjamin Gischard         | 17 de novembro de 1995 (25 anos)  | Herzogenbuchsee   |                                                                         |
| SUI Suíça          | Eddy Yusof                | 2 de outubro de 1994 (26 anos)    | Bülach            |                                                                         |
| UKR Ucrânia        | Illia Kovtun              | 10 de agosto de 2003 (17 anos)    | Tcherkássi        |                                                                         |
| UKR Ucrânia        | Petro Pakhniuk            | 26 de novembro de 1991 (29 anos)  | Kiev              |                                                                         |
| UKR Ucrânia        | Igor Radivilov            | 19 de outubro de 1992 (28 anos)   | Mariupol          |                                                                         |
| UKR Ucrânia        | Yevgen Yudenkov           | 10 de abril de 1993 (28 anos)     | Donetsk           |                                                                         |
| USA Estados Unidos | Brody Malone              | 7 de janeiro de 2000 (21 anos)    | Summerville       | - Cameron Bock - Allan Bower - Brandon Briones - Alex Diab - Akash Modi |
| USA Estados Unidos | Sam Mikulak               | 13 de outubro de 1992 (28 anos)   | Newport Beach     | - Cameron Bock - Allan Bower - Brandon Briones - Alex Diab - Akash Modi |
| USA Estados Unidos | Yul Moldauer              | 24 de agosto de 1996 (24 anos)    | Arvada            | - Cameron Bock - Allan Bower - Brandon Briones - Alex Diab - Akash Modi |
| USA Estados Unidos | Shane Wiskus              | 1 de outubro de 1998 (22 anos)    | Spring Park       | - Cameron Bock - Allan Bower - Brandon Briones - Alex Diab - Akash Modi |

### Individual
| ALB Albânia         | Matvei Petrov          | 16 de julho de 1990 (31 anos)     | Praga, República Tcheca |
| ARM Armênia         | Artur Davtyan          | 8 de agosto de 1992 (28 anos)     | Yerevan                 |
| AUS Austrália       | Tyson Bull             | 21 de maio de 1993 (28 anos)      | Melbourne               |
| AZE Azerbaijão      | Ivan Tikhonov          | 21 de abril de 1996 (25 anos)     | Syzran, Rússia          |
| BRA Brasil          | Arthur Zanetti         | 16 de abril de 1990 (31 anos)     | São Caetano do Sul      |
| BUL Bulgária        | David Huddleston       | 9 de agosto de 2000 (20 anos)     | Haia, Países Baixos     |
| CAN Canadá          | René Cournoyer         | 23 de abril de 1997 (24 anos)     | Repentigny, Quebec      |
| CHI Chile           | Tomás González         | 22 de novembro de 1985 (35 anos)  | Santiago                |
| CHN China           | Liu Yang               | 10 de setembro de 1994 (26 anos)  | Anshan                  |
| CHN China           | You Hao                | 26 de abril de 1992 (29 anos)     | Xuzhou                  |
| CRO Croácia         | Tin Srbić              | 11 de setembro de 1996 (24 anos)  | Zagreb                  |
| CYP Chipre          | Marios Georgiou        | 10 de novembro de 1997 (23 anos)  | Limassol                |
| CZE República Checa | David Jessen           | 5 de dezembro de 1996 (24 anos)   | Plantation, EUA         |
| EGY Egito           | Omar Mohamed           | 10 de fevereiro de 1999 (22 anos) | Alexandria              |
| FRA França          | Samir Aït Saïd         | 1 de novembro de 1989 (31 anos)   | Champigny-sur-Marne     |
| FRA França          | Loris Frasca           | 3 de julho de 1995 (26 anos)      | Forbach                 |
| FRA França          | Cyril Tommasone        | 4 de julho de 1987 (34 anos)      | Villeurbanne            |
| GRE Grécia          | Eleftherios Petrounias | 30 de novembro de 1990 (30 anos)  | Atenas                  |
| HKG Hong Kong       | Shek Wai Hung          | 10 de outubro de 1991 (29 anos)   | Hong Kong               |
| IRL Irlanda         | Rhys McClenaghan       | 21 de julho de 1999 (22 anos)     | Newtownards, U.K.       |
| ISR Israel          | Artem Dolgopyat        | 16 de junho de 1997 (24 anos)     | Dnipro, Ucrânia         |
| ISR Israel          | Alexander Shatilov     | 22 de março de 1987 (34 anos)     | Tashkent, Uzbequistão   |
| ITA Itália          | Ludovico Edalli        | 18 de dezembro de 1993 (27 anos)  | Busto Arsizio           |
| ITA Itália          | Marco Lodadio          | 24 de março de 1992 (29 anos)     | Frascati                |
| JPN Japão           | Kohei Kameyama         | 28 de dezembro de 1988 (32 anos)  | Sendai                  |
| JPN Japão           | Kōhei Uchimura         | 3 de janeiro de 1989 (32 anos)    | Isahaya                 |
| KAZ Cazaquistão     | Milad Karimi           | 21 de junho de 1999 (22 anos)     | Almaty                  |
| LTU Lituânia        | Robert Tvorogal        | 5 de outubro de 1994 (26 anos)    | Vilnius                 |
| MAS Malásia         | Loo Phay Xing          | 28 de setembro de 1997 (23 anos)  | Penang                  |
| MEX México          | Daniel Corral          | 25 de janeiro de 1990 (31 anos)   | Ensenada                |
| NED Países Baixos   | Bart Deurloo           | 23 de fevereiro de 1991 (30 anos) | Ridderkerk              |
| NED Países Baixos   | Epke Zonderland        | 16 de abril de 1986 (35 anos)     | Heerenveen              |
| NZL Nova Zelândia   | Mikhail Koudinov       | 23 de junho de 1991 (30 anos)     | Vladivostok, Rússia     |
| NGR Nigéria         | Uche Eke               | 12 de agosto de 1997 (23 anos)    | Brookeville, EUA        |
| NOR Noruega         | Sofus Heggemsnes       | 13 de julho de 1999 (22 anos)     | Oslo                    |
| PHI Filipinas       | Carlos Yulo            | 16 de fevereiro de 2000 (21 anos) | Malate                  |
| ROU Romênia         | Marian Drăgulescu      | 18 de dezembro de 1980 (40 anos)  | Bucareste               |
| ROC                 | Aleksandr Kartsev      | 31 de dezembro de 2001 (19 anos)  | Vladimir                |
| ROC                 | Vladislav Polyashov    | 4 de abril de 1995 (26 anos)      | Cheboksary              |
| KOR Coreia do Sul   | Shin Jae-hwan          | 3 de março de 1998 (23 anos)      | Seul                    |
| ESP Espanha         | Rayderley Zapata       | 26 de maio de 1993 (28 anos)      | Las Palmas              |
| SWE Suécia          | David Rumbutis         | 17 de março de 2000 (21 anos)     | Älvsbyn                 |
| TUR Turquia         | Ferhat Arıcan          | 28 de julho de 1993 (27 anos)     | İzmir                   |
| TUR Turquia         | Adem Asil              | 21 de fevereiro de 1999 (22 anos) | Alexandria, Egito       |
| TUR Turquia         | İbrahim Çolak          | 7 de janeiro de 1995 (26 anos)    | İzmir                   |
| TUR Turquia         | Ahmet Önder            | 11 de julho de 1996 (25 anos)     | Istanbul                |
| USA Estados Unidos  | Alec Yoder             | 21 de janeiro de 1997 (24 anos)   | Indianápolis            |
| UZB Uzbequistão     | Rasuljon Abdurakhimov  | 10 de outubro de 1996 (24 anos)   | Tashkent                |
| VIE Vietnã          | Đinh Phương Thành      | 3 de setembro de 1995 (25 anos)   | Hanói                   |
| VIE Vietnã          | Lê Thanh Tùng          | 24 de outubro de 1995 (25 anos)   | Ho Chi Minh City        |

## Ginastas artísticas femininas
|                        | Nome               | País            | Data de nascimento              |
| ---------------------- | ------------------ | --------------- | ------------------------------- |
| Competidora mais jovem | Jutta Verkest      | BEL Bélgica     | 11 de outubro de 2005 (15 anos) |
| Competidora mais velha | Oksana Chusovitina | UZB Uzbequistão | 19 de junho de 1975 (46 anos)   |

### Equipe
| CON                | Nome                        | Data de nascimento                | Cidade natal           | Reservas                                                               |
| ------------------ | --------------------------- | --------------------------------- | ---------------------- | ---------------------------------------------------------------------- |
| BEL Bélgica        | Maellyse Brassart           | 22 de junho de 2001 (20 anos)     | Uccle                  | - Fien Enghels - Noémie Louon                                          |
| BEL Bélgica        | Nina Derwael                | 26 de março de 2000 (21 anos)     | Sint-Truiden           | - Fien Enghels - Noémie Louon                                          |
| BEL Bélgica        | Lisa Vaelen                 | 10 de agosto de 2004 (16 anos)    | Bonheiden              | - Fien Enghels - Noémie Louon                                          |
| BEL Bélgica        | Jutta Verkest               | 11 de outubro de 2005 (15 anos)   | Mechelen               | - Fien Enghels - Noémie Louon                                          |
| CAN Canadá         | Ellie Black                 | 8 de setembro de 1995 (25 anos)   | Halifax                | - Laurie Denommée - Emma Spence - Rose-Kaying Woo - Victoria-Kayen Woo |
| CAN Canadá         | Brooklyn Moors              | 23 de fevereiro de 2001 (20 anos) | Cambridge              | - Laurie Denommée - Emma Spence - Rose-Kaying Woo - Victoria-Kayen Woo |
| CAN Canadá         | Shallon Olsen               | 10 de julho de 2000 (21 anos)     | Surrey                 | - Laurie Denommée - Emma Spence - Rose-Kaying Woo - Victoria-Kayen Woo |
| CAN Canadá         | Ava Stewart                 | 30 de setembro de 2005 (15 anos)  | Bowmanville            | - Laurie Denommée - Emma Spence - Rose-Kaying Woo - Victoria-Kayen Woo |
| CHN China          | Lu Yufei                    | 28 de março de 2000 (21 anos)     | Zhengzhou              | - He Licheng - Liu Tingting - Luo Rui - Qi Qi - Wei Xiaoyuan           |
| CHN China          | Ou Yushan                   | 13 de janeiro de 2004 (17 anos)   | Cantão                 | - He Licheng - Liu Tingting - Luo Rui - Qi Qi - Wei Xiaoyuan           |
| CHN China          | Tang Xijing                 | 3 de janeiro de 2003 (18 anos)    | Pequim                 | - He Licheng - Liu Tingting - Luo Rui - Qi Qi - Wei Xiaoyuan           |
| CHN China          | Zhang Jin                   | 25 de novembro de 2000 (20 anos)  | Xangai                 | - He Licheng - Liu Tingting - Luo Rui - Qi Qi - Wei Xiaoyuan           |
| FRA França         | Marine Boyer                | 22 de maio de 2000 (21 anos)      | Saint-Benoît           | - Coline Devillard - Célia Serber                                      |
| FRA França         | Mélanie de Jesus dos Santos | 5 de março de 2000 (21 anos)      | Schœlcher              | - Coline Devillard - Célia Serber                                      |
| FRA França         | Aline Friess                | 5 de julho de 2003 (18 anos)      | Obernai                | - Coline Devillard - Célia Serber                                      |
| FRA França         | Carolann Héduit             | 2 de dezembro de 2003 (17 anos)   | Angers                 | - Coline Devillard - Célia Serber                                      |
| GER Alemanha       | Kim Bui                     | 20 de janeiro de 1989 (32 anos)   | Ehningen               | - Emelie Petz                                                          |
| GER Alemanha       | Pauline Schäfer             | 4 de janeiro de 1997 (24 anos)    | Chemnitz               | - Emelie Petz                                                          |
| GER Alemanha       | Elisabeth Seitz             | 4 de novembro de 1993 (27 anos)   | Stuttgart              | - Emelie Petz                                                          |
| GER Alemanha       | Sarah Voss                  | 21 de outubro de 1999 (21 anos)   | Dormagen               | - Emelie Petz                                                          |
| GBR Grã-Bretanha   | Jennifer Gadirova           | 4 de outubro de 2004 (16 anos)    | Aylesbury              | - Georgia-Mae Fenton                                                   |
| GBR Grã-Bretanha   | Jessica Gadirova            | 4 de outubro de 2004 (16 anos)    | Aylesbury              | - Georgia-Mae Fenton                                                   |
| GBR Grã-Bretanha   | Alice Kinsella              | 13 de março de 2001 (20 anos)     | Birmingham             | - Georgia-Mae Fenton                                                   |
| GBR Grã-Bretanha   | Amelie Morgan               | 31 de maio de 2003 (18 anos)      | Portishead             | - Georgia-Mae Fenton                                                   |
| ITA Itália         | Alice D'Amato               | 7 de fevereiro de 2003 (18 anos)  | Gênova                 |                                                                        |
| ITA Itália         | Asia D'Amato                | 7 de fevereiro de 2003 (18 anos)  | Gênova                 |                                                                        |
| ITA Itália         | Vanessa Ferrari             | 10 de novembro de 1990 (30 anos)  | Genivolta              |                                                                        |
| ITA Itália         | Martina Maggio              | 26 de julho de 2001 (19 anos)     | Villasanta             |                                                                        |
| JPN Japão          | Hitomi Hatakeda             | 1 de setembro de 2000 (20 anos)   | Tóquio                 | - Asuka Teramoto                                                       |
| JPN Japão          | Yuna Hiraiwa                | 21 de novembro de 1998 (22 anos)  | Tóquio                 | - Asuka Teramoto                                                       |
| JPN Japão          | Mai Murakami                | 5 de agosto de 1996 (24 anos)     | Sagamihara             | - Asuka Teramoto                                                       |
| JPN Japão          | Aiko Sugihara               | 19 de setembro de 1999 (21 anos)  | Higashiōsaka           | - Asuka Teramoto                                                       |
| NED Países Baixos  | Eythora Thorsdottir         | 10 de agosto de 1998 (22 anos)    | Poortugaal             | - Elze Geurts - Naomi Visser                                           |
| NED Países Baixos  | Vera van Pol                | 17 de dezembro de 1993 (27 anos)  | Amsterdã               | - Elze Geurts - Naomi Visser                                           |
| NED Países Baixos  | Lieke Wevers                | 17 de setembro de 1991 (29 anos)  | Heerenveen             | - Elze Geurts - Naomi Visser                                           |
| NED Países Baixos  | Sanne Wevers                | 17 de setembro de 1991 (29 anos)  | Heerenveen             | - Elze Geurts - Naomi Visser                                           |
| ROC                | Lilia Akhaimova             | 17 de março de 1997 (20024 anos)  | São Petersburgo        |                                                                        |
| ROC                | Viktoria Listunova          | 12 de maio de 2005 (16 anos)      | Moscou                 |                                                                        |
| ROC                | Angelina Melnikova          | 18 de julho de 2000 (21 anos)     | Voronej                |                                                                        |
| ROC                | Vladislava Urazova          | 14 de agosto de 2004 (16 anos)    | Rostóvia do Dom        |                                                                        |
| ESP Espanha        | Laura Bechdejú              | 9 de maio de 2000 (21 anos)       | Girona                 |                                                                        |
| ESP Espanha        | Marina González             | 15 de dezembro de 2002 (18 anos)  | Malgrat de Mar         |                                                                        |
| ESP Espanha        | Alba Petisco                | 1 de fevereiro de 2003 (18 anos)  | Villarino de los Aires |                                                                        |
| ESP Espanha        | Roxana Popa                 | 2 de junho de 1997 (24 anos)      | Madri                  |                                                                        |
| USA Estados Unidos | Simone Biles                | 14 de março de 1997 (24 anos)     | Spring                 | - Kayla DiCello - Kara Eaker - Emma Malabuyo - Leanne Wong             |
| USA Estados Unidos | Jordan Chiles               | 15 de abril de 2001 (20 anos)     | Vancouver (Washington) | - Kayla DiCello - Kara Eaker - Emma Malabuyo - Leanne Wong             |
| USA Estados Unidos | Sunisa Lee                  | 9 de março de 2003 (18 anos)      | Saint Paul (Minnesota) | - Kayla DiCello - Kara Eaker - Emma Malabuyo - Leanne Wong             |
| USA Estados Unidos | Grace McCallum              | 30 de outubro de 2002 (18 anos)   | Isanti                 | - Kayla DiCello - Kara Eaker - Emma Malabuyo - Leanne Wong             |

### Individual
| CON                 | Nome                 | Data de nascimento                | Cidade natal      |
| ------------------- | -------------------- | --------------------------------- | ----------------- |
| ARG Argentina       | Abigail Magistrati   | 29 de dezembro de 2003 (17 anos)  | La Plata          |
| AUS Austrália       | Georgia Godwin       | 28 de outubro de 1997 (23 anos)   | Southport         |
| AUS Austrália       | Emily Whitehead      | 11 de dezembro de 2000 (20 anos)  | Mornington        |
| AUT Áustria         | Elisa Hämmerle       | 10 de dezembro de 1995 (25 anos)  | Lustenau          |
| AZE Azerbaijão      | Marina Nekrasova     | 19 de abril de 1995 (26 anos)     | Voronej           |
| BLR Bielorrússia    | Hanna Traukova       | 1 de agosto de 2001 (19 anos)     | Hrodna            |
| BRA Brasil          | Rebeca Andrade       | 8 de maio de 1999 (22 anos)       | Guarulhos         |
| BRA Brasil          | Flávia Saraiva       | 30 de setembro de 1999 (21 anos)  | Rio de Janeiro    |
| CAY Ilhas Cayman    | Raegan Rutty         | 14 de janeiro de 2002 (19 anos)   | East End          |
| CHI Chile           | Simona Castro        | 11 de janeiro de 1989 (32 anos)   | Santiago          |
| CHN China           | Fan Yilin            | 11 de novembro de 1999 (21 anos)  | Xangai            |
| CHN China           | Guan Chenchen        | 25 de setembro de 2004 (16 anos)  | Hubei             |
| TPE Taipé Chinês    | Ting Hua-tien        | 11 de outubro de 2002 (18 anos)   | Taipé             |
| CRC Costa Rica      | Luciana Alvarado     | 16 de setembro de 2002 (18 anos)  | San José          |
| CRO Croácia         | Ana Đerek            | 4 de setembro de 1998 (22 anos)   | Split             |
| CUB Cuba            | Marcia Vidiaux       | 21 de julho de 1999 (22 anos)     | Manzanillo        |
| CZE República Checa | Aneta Holasová       | 22 de fevereiro de 2001 (20 anos) | Praga             |
| EGY Egito           | Zeina Ibrahim        | 20 de junho de 2003 (18 anos)     | Alexandria        |
| EGY Egito           | Mandy Mohamed        | 23 de fevereiro de 2000 (21 anos) | Haarlemmermeer    |
| HUN Hungria         | Zsófia Kovács        | 6 de abril de 2000 (21 anos)      | Dunaújváros       |
| IND Índia           | Pranati Nayak        | 6 de abril de 1995 (26 anos)      | Pingla            |
| IRL Irlanda         | Megan Ryan           | 3 de abril de 2002 (19 anos)      | Cork              |
| ISR Israel          | Lihie Raz            | 14 de setembro de 2003 (17 anos)  | Ramat Hasharon    |
| ITA Itália          | Lara Mori            | 26 de julho de 1998 (22 anos)     | Montevarchi       |
| JAM Jamaica         | Danusia Francis      | 13 de maio de 1994 (27 anos)      | Kenilworth        |
| JPN Japão           | Urara Ashikawa       | 8 de março de 2003 (18 anos)      | Fuji              |
| MAS Malásia         | Farah Ann Abdul Hadi | 3 de maio de 1994 (27 anos)       | Subang Jaya       |
| MEX México          | Alexa Moreno         | 8 de agosto de 1994 (26 anos)     | Mexicali          |
| NOR Noruega         | Julie Erichsen       | 15 de agosto de 2001 (19 anos)    | Bergen            |
| PER Peru            | Ariana Orrego        | 25 de setembro de 1998 (22 anos)  | Lima              |
| POL Polônia         | Gabriela Janik       | 10 de março de 1993 (28 anos)     | Cracóvia          |
| POR Portugal        | Filipa Martins       | 9 de janeiro de 1996 (25 anos)    | Porto             |
| ROU Romênia         | Maria Holbură        | 16 de setembro de 2000 (20 anos)  | Constança         |
| ROU Romênia         | Larisa Iordache      | 19 de junho de 1996 (25 anos)     | Bucareste         |
| ROC                 | Elena Gerasimova     | 21 de junho de 2004 (17 anos)     | Tcheboksary       |
| ROC                 | Anastasia Ilyankova  | 12 de janeiro de 2001 (20 anos)   | Leninsk-Kuznetski |
| SGP Singapura       | Tan Sze En           | 19 de outubro de 2000 (20 anos)   | Singapura         |
| SVK Eslováquia      | Barbora Mokošová     | 10 de março de 1997 (24 anos)     | Bratislava        |
| RSA África do Sul   | Naveen Daries        | 29 de outubro de 2001 (19 anos)   | Joanesburgo       |
| RSA África do Sul   | Caitlin Rooskrantz   | 5 de novembro de 2001 (19 anos)   | Joanesburgo       |
| KOR Coreia do Sul   | Lee Yun-seo          | 5 de março de 2003 (18 anos)      | Seul              |
| KOR Coreia do Sul   | Yeo Seo-jeong        | 20 de fevereiro de 2002 (19 anos) | Yongin            |
| SRI Sri Lanka       | Milka Gehani         | 24 de abril de 2003 (18 anos)     | Colombo           |
| SWE Suécia          | Jonna Adlerteg       | 6 de junho de 1995 (26 anos)      | Eskilstuna        |
| SUI Suíça           | Giulia Steingruber   | 24 de março de 1994 (27 anos)     | Gossau            |
| TUR Turquia         | Nazlı Savranbaşı     | 9 de outubro de 2003 (17 anos)    | Esmirna           |
| UKR Ucrânia         | Diana Varinska       | 22 de março de 2001 (20 anos)     | Kiev              |
| USA Estados Unidos  | Jade Carey           | 27 de maio de 2000 (21 anos)      | Phoenix           |
| USA Estados Unidos  | MyKayla Skinner      | 9 de dezembro de 1996 (24 anos)   | Gilbert           |
| UZB Uzbequistão     | Oksana Chusovitina   | 19 de junho de 1975 (46 anos)     | Tashkent          |

## Ginástica rítmica
|                        | Nome              | País           | Data de nascimento               |
| ---------------------- | ----------------- | -------------- | -------------------------------- |
| Competidora mais jovem | Laman Alimuradova | AZE Azerbaijão | 29 de novembro de 2004 (16 anos) |
| Competidora mais velha | Rut Castillo      | MEX México     | 16 de setembro de 1990 (30 anos) |

### Individual
| CON                | Nome                     | Data de nascimento                | Cidade natal            |
| ------------------ | ------------------------ | --------------------------------- | ----------------------- |
| AUS Austrália      | Lidiia Iakovleva         | 28 de agosto de 2003 (17 anos)    | Brisbane                |
| AZE Azerbaijão     | Zohra Aghamirova         | 8 de agosto de 2001 (19 anos)     | Bacu                    |
| BLR Bielorrússia   | Alina Harnasko           | 9 de agosto de 2001 (19 anos)     | Minsk                   |
| BLR Bielorrússia   | Anastasiia Salos         | 18 de fevereiro de 2002 (19 anos) | Barnaul                 |
| BUL Bulgária       | Boryana Kaleyn           | 23 de agosto de 2000 (20 anos)    | Sófia                   |
| BUL Bulgária       | Katrin Taseva            | 24 de novembro de 1997 (23 anos)  | Samokov                 |
| CPV Cabo Verde     | Márcia Lopes             | 6 de dezembro de 2001 (19 anos)   | São Vicente             |
| EGY Egito          | Habiba Marzouk           | 14 de maio de 2002 (19 anos)      | Cairo                   |
| GEO Geórgia        | Salome Pazhava           | 3 de setembro de 1997 (23 anos)   | Tiblíssi                |
| HUN Hungria        | Fanni Pigniczki          | 23 de janeiro de 2000 (21 anos)   | Budapeste               |
| ISR Israel         | Linoy Ashram             | 13 de maio de 1999 (22 anos)      | Rishon LeZion           |
| ISR Israel         | Nicol Zelikman           | 30 de janeiro de 2001 (20 anos)   | Kfar Saba               |
| ITA Itália         | Alexandra Agiurgiuculese | 15 de janeiro de 2001 (20 anos)   | Údine                   |
| ITA Itália         | Milena Baldassarri       | 16 de outubro de 2001 (19 anos)   | Ravena                  |
| JPN Japão          | Sumire Kita              | 11 de janeiro de 2001 (20 anos)   | Tóquio                  |
| JPN Japão          | Chisaki Oiwa             | 20 de novembro de 2001 (19 anos)  | Noda                    |
| KAZ Cazaquistão    | Alina Adilkhanova        | 26 de setembro de 2001 (19 anos)  | Karaganda               |
| MEX México         | Rut Castillo             | 16 de setembro de 1990 (30 anos)  | Guadalajara             |
| ROC                | Arina Averina            | 13 de agosto de 1998 (22 anos)    | Moscou                  |
| ROC                | Dina Averina             | 13 de agosto de 1998 (22 anos)    | Moscou                  |
| SLO Eslovênia      | Ekaterina Vedeneeva      | 23 de junho de 1994 (27 anos)     | Irkutsk                 |
| UKR Ucrânia        | Viktoriia Onopriienko    | 18 de outubro de 2003 (17 anos)   | Kiev                    |
| UKR Ucrânia        | Khrystyna Pohranychna    | 13 de maio de 2003 (18 anos)      | Leópolis                |
| USA Estados Unidos | Evita Griskenas          | 3 de dezembro de 2000 (20 anos)   | Orland Park (Illinois)  |
| USA Estados Unidos | Laura Zeng               | 14 de outubro de 1999 (21 anos)   | Libertyville (Illinois) |
| UZB Uzbequistão    | Sabina Tashkenbaeva      | 27 de novembro de 2000 (20 anos)  | Tasquente               |

### Grupo
| CON                | Nome                  | Data de nascimento                | Cidade natal                 | Reservas                                |
| ------------------ | --------------------- | --------------------------------- | ---------------------------- | --------------------------------------- |
| AUS Austrália      | Emily Abbot           | 28 de fevereiro de 1997 (24 anos) | Adelaide                     | - Alexandra Eedle                       |
| AUS Austrália      | Alexandra Aristoteli  | 24 de maio de 1997 (24 anos)      | Bankstown                    | - Alexandra Eedle                       |
| AUS Austrália      | Alannah Matthews      | 9 de abril de 1999 (22 anos)      | Attadale                     | - Alexandra Eedle                       |
| AUS Austrália      | Himeka Onoda          | 5 de março de 1998 (23 anos)      | Brisbane                     | - Alexandra Eedle                       |
| AUS Austrália      | Felicity White        | 25 de setembro de 2000 (20 anos)  | Sunnybank                    | - Alexandra Eedle                       |
| AZE Azerbaijão     | Laman Alimuradova     | 29 de novembro de 2004 (16 anos)  | Baku                         |                                         |
| AZE Azerbaijão     | Zeynab Hummatova      | 6 de dezembro de 1999 (21 anos)   | Shaki                        |                                         |
| AZE Azerbaijão     | Yelyzaveta Luzan      | 14 de março de 2003 (18 anos)     | Bacu                         |                                         |
| AZE Azerbaijão     | Narmina Samadova      | 10 de junho de 2004 (17 anos)     | Bacu                         |                                         |
| AZE Azerbaijão     | Darya Sorokina        | 29 de novembro de 2002 (18 anos)  | Bacu                         |                                         |
| BLR Bielorrússia   | Hanna Haidukevich     | 26 de março de 2001 (20 anos)     | Minsk                        | - Hanna Shvaiba                         |
| BLR Bielorrússia   | Anastasiya Malakanava | 1 de maio de 2003 (18 anos)       | Minsk                        | - Hanna Shvaiba                         |
| BLR Bielorrússia   | Anastasiya Rybakova   | 23 de abril de 2000 (21 anos)     | Hrodna                       | - Hanna Shvaiba                         |
| BLR Bielorrússia   | Arina Tsitsilina      | 9 de outubro de 1998 (22 anos)    | Barnaul                      | - Hanna Shvaiba                         |
| BLR Bielorrússia   | Karyna Yarmolenka     | 4 de maio de 2000 (21 anos)       | Minsk                        | - Hanna Shvaiba                         |
| BRA Brasil         | Maria Eduarda Arakaki | 12 de agosto de 2003 (17 anos)    | Maceió                       | - Barbara Galvão - Gabrielle Moraes     |
| BRA Brasil         | Beatriz Linhares      | 4 de fevereiro de 2003 (18 anos)  | Florianópolis                | - Barbara Galvão - Gabrielle Moraes     |
| BRA Brasil         | Déborah Medrado       | 13 de julho de 2002 (19 anos)     | Serra                        | - Barbara Galvão - Gabrielle Moraes     |
| BRA Brasil         | Nicole Pircio         | 24 de julho de 2002 (19 anos)     | Londrina                     | - Barbara Galvão - Gabrielle Moraes     |
| BRA Brasil         | Geovanna Santos       | 15 de fevereiro de 2002 (19 anos) | Pinheiros                    | - Barbara Galvão - Gabrielle Moraes     |
| BUL Bulgária       | Simona Dyankova       | 7 de dezembro de 1994 (26 anos)   | Varna                        |                                         |
| BUL Bulgária       | Stefani Kiryakova     | 15 de janeiro de 2001 (20 anos)   | Burgas                       |                                         |
| BUL Bulgária       | Madlen Radukanova     | 14 de maio de 2000 (21 anos)      | Sófia                        |                                         |
| BUL Bulgária       | Laura Traets          | 13 de dezembro de 1998 (22 anos)  | Sófia                        |                                         |
| BUL Bulgária       | Erika Zafirova        | 7 de maio de 1999 (22 anos)       | Kyustendil                   |                                         |
| CHN China          | Guo Qiqi              | 7 de agosto de 1998 (22 anos)     | Xangai                       |                                         |
| CHN China          | Hao Ting              | 23 de março de 2001 (20 anos)     | Nanquim                      |                                         |
| CHN China          | Huang Zhangjiayang    | 15 de fevereiro de 2000 (21 anos) | Chengdu                      |                                         |
| CHN China          | Liu Xin               | 12 de outubro de 1999 (21 anos)   | Xangai                       |                                         |
| CHN China          | Xu Yanshu             | 14 de julho de 1998 (23 anos)     | Liaoningue                   |                                         |
| EGY Egito          | Login Elsasyed        | 1 de janeiro de 2003 (18 anos)    | Alexandria                   |                                         |
| EGY Egito          | Polina Fouda          | 17 de junho de 2003 (18 anos)     | Letônia                      |                                         |
| EGY Egito          | Salma Saleh           | 19 de dezembro de 2003 (17 anos)  | Cairo                        |                                         |
| EGY Egito          | Malak Selim           | 1 de maio de 2003 (18 anos)       | Gizé                         |                                         |
| EGY Egito          | Tia Sobhy             | 7 de fevereiro de 2003 (18 anos)  | Cairo                        |                                         |
| ISR Israel         | Ofir Dayan            | 12 de março de 2000 (21 anos)     | Rishon LeZion                |                                         |
| ISR Israel         | Yana Kramarenko       | 11 de junho de 2002 (19 anos)     | Holon                        |                                         |
| ISR Israel         | Natalie Raits         | 1 de julho de 2002 (19 anos)      | Israel                       |                                         |
| ISR Israel         | Yuliana Telegina      | 22 de março de 2002 (19 anos)     | Tel Aviv                     |                                         |
| ISR Israel         | Karin Vexman          | 16 de dezembro de 2001 (19 anos)  | Holon                        |                                         |
| ITA Itália         | Martina Centofanti    | 19 de maio de 1998 (23 anos)      | Roma                         |                                         |
| ITA Itália         | Agnese Duranti        | 18 de dezembro de 2000 (20 anos)  | Espoleto                     |                                         |
| ITA Itália         | Alessia Maurelli      | 22 de agosto de 1996 (24 anos)    | Rivoli                       |                                         |
| ITA Itália         | Daniela Mogurean      | 16 de julho de 2001 (20 anos)     | Pádua                        |                                         |
| ITA Itália         | Martina Santandrea    | 5 de setembro de 1999 (21 anos)   | Bentivoglio                  |                                         |
| JPN Japão          | Sakura Noshitani      | 29 de setembro de 1997 (23 anos)  | Tóquio                       | - Rinako Inaki - Rie Matsubara          |
| JPN Japão          | Sayuri Sugimoto       | 25 de janeiro de 1996 (25 anos)   | Nagoia                       | - Rinako Inaki - Rie Matsubara          |
| JPN Japão          | Ayuka Suzuki          | 27 de setembro de 1999 (21 anos)  | Anpachi                      | - Rinako Inaki - Rie Matsubara          |
| JPN Japão          | Nanami Takenaka       | 2 de dezembro de 1998 (22 anos)   | Nagoia                       | - Rinako Inaki - Rie Matsubara          |
| JPN Japão          | Kiko Yokota           | 11 de maio de 1997 (24 anos)      | Tóquio                       | - Rinako Inaki - Rie Matsubara          |
| ROC                | Anastasia Bliznyuk    | 28 de junho de 1994 (27 anos)     | Penza                        |                                         |
| ROC                | Anastasia Maksimova   | 27 de junho de 1991 (30 anos)     | Nijni Novgorod               |                                         |
| ROC                | Angelina Shkatova     | 25 de janeiro de 2001 (20 anos)   | Vladimir                     |                                         |
| ROC                | Anastasia Tatareva    | 19 de julho de 1997 (24 anos)     | Moscou                       |                                         |
| ROC                | Alisa Tishchenko      | 17 de fevereiro de 2004 (17 anos) | Krasnodar                    |                                         |
| UKR Ucrânia        | Mariola Bodnarchuk    | 23 de março de 2002 (19 anos)     | Leópolis                     |                                         |
| UKR Ucrânia        | Daryna Duda           | 29 de novembro de 2003 (17 anos)  | Kiev                         |                                         |
| UKR Ucrânia        | Yeva Meleshchuk       | 29 de setembro de 2001 (19 anos)  | Kiev                         |                                         |
| UKR Ucrânia        | Anastasiya Voznyak    | 9 de dezembro de 1998 (22 anos)   | Leópolis                     |                                         |
| UKR Ucrânia        | Mariia Vysochanska    | 10 de setembro de 2002 (18 anos)  | Leópolis                     |                                         |
| USA Estados Unidos | Isabelle Connor       | 22 de julho de 2000 (21 anos)     | Manhattan Beach (Califórnia) | - Yelyzaveta Merenzon - Gergana Petkova |
| USA Estados Unidos | Camilla Feeley        | 14 de novembro de 1999 (21 anos)  | Wheeling (Illinois)          | - Yelyzaveta Merenzon - Gergana Petkova |
| USA Estados Unidos | Lili Mizuno           | 4 de fevereiro de 2001 (20 anos)  | Northbrook (Illinois)        | - Yelyzaveta Merenzon - Gergana Petkova |
| USA Estados Unidos | Elizaveta Pletneva    | 21 de janeiro de 2002 (19 anos)   | Wheeling (Illinois)          | - Yelyzaveta Merenzon - Gergana Petkova |
| USA Estados Unidos | Nicole Sladkov        | 2 de novembro de 1999 (21 anos)   | Vernon Hills                 | - Yelyzaveta Merenzon - Gergana Petkova |
| UZB Uzbequistão    | Kseniia Aleksandrova  | 8 de setembro de 2000 (20 anos)   | Samarcanda                   |                                         |
| UZB Uzbequistão    | Kamola Irnazarova     | 25 de abril de 2002 (19 anos)     | Tasquente                    |                                         |
| UZB Uzbequistão    | Dinara Ravshanbekova  | 25 de setembro de 1999 (21 anos)  | Tasquente                    |                                         |
| UZB Uzbequistão    | Sevara Safoeva        | 19 de novembro de 2002 (18 anos)  | Navoi                        |                                         |
| UZB Uzbequistão    | Nilufar Shomuradova   | 7 de julho de 1999 (22 anos)      | Navoi                        |                                         |

## Ginastas de trampolim masculino
|                       | Nome             | País             | Data de nascimento             |
| --------------------- | ---------------- | ---------------- | ------------------------------ |
| Competidor mais jovem | Ivan Litvinovich | BLR Bielorrússia | 26 de junho de 2001 (20 anos)  |
| Competidor mais velho | Dmitry Ushakov   | ROC              | 15 de agosto de 1988 (32 anos) |

| CON                | Nome                 | Data de nascimento               | Cidade natal         | Reservas                     |
| ------------------ | -------------------- | -------------------------------- | -------------------- | ---------------------------- |
| AUS Austrália      | Dominic Clarke       | 4 de janeiro de 1997 (24 anos)   | Plymouth             |                              |
| BLR Bielorrússia   | Uladzislau Hancharou | 2 de dezembro de 1995 (25 anos)  | Vitebsk              |                              |
| BLR Bielorrússia   | Ivan Litvinovich     | 26 de junho de 2001 (20 anos)    | Vileyka              |                              |
| CHN China          | Dong Dong            | 13 de abril de 1989 (32 anos)    | Taiuã                | - Wang Xiaoying - Yan Langyu |
| CHN China          | Gao Lei              | 3 de janeiro de 1992 (29 anos)   | Xangai               | - Wang Xiaoying - Yan Langyu |
| COL Colômbia       | Ángel Hernández      | 6 de janeiro de 1995 (26 anos)   | Albacete             |                              |
| EGY Egito          | Seif Asser Sherif    | 14 de abril de 1995 (26 anos)    | Gizé                 |                              |
| FRA França         | Allan Morante        | 13 de agosto de 1994 (26 anos)   | Drancy               | - Julian Chartier            |
| JPN Japão          | Ryosuke Sakai        | 24 de julho de 1997 (24 anos)    | Kanagawa             |                              |
| JPN Japão          | Daiki Kishi          | 22 de setembro de 1994 (26 anos) | Komatsu              |                              |
| NZL Nova Zelândia  | Dylan Schmidt        | 7 de janeiro de 1997 (24 anos)   | Southport            |                              |
| POR Portugal       | Diogo Abreu          | 5 de setembro de 1993 (27 anos)  | Lisboa               |                              |
| ROC                | Dmitry Ushakov       | 15 de agosto de 1988 (32 anos)   | Krasnodar            |                              |
| ROC                | Andrey Yudin         | 6 de junho de 1996 (25 anos)     | Togliatti            |                              |
| UKR Ucrânia        | Mykola Prostorov     | 18 de dezembro de 1994 (26 anos) | Kherson              |                              |
| USA Estados Unidos | Aliaksei Shostak     | 8 de fevereiro de 1995 (26 anos) | Lafayette (Luisiana) | N/A                          |

## Ginastas de trapolim feminino
|                        | Nome            | País       | Data de nascimento               |
| ---------------------- | --------------- | ---------- | -------------------------------- |
| Competidora mais jovem | Iana Lebedeva   | ROC        | 19 de dezembro de 2001 (19 anos) |
| Competidora mais velha | Rosie MacLennan | CAN Canadá | 28 de agosto de 1988 (32 anos)   |

| CON                | Nome              | Data de nascimento                | Cidade natal        | Reservas                          |
| ------------------ | ----------------- | --------------------------------- | ------------------- | --------------------------------- |
| AUS Austrália      | Jessica Pickering | 24 de abril de 2001 (20 anos)     | North Gosford       |                                   |
| CAN Canadá         | Rosie MacLennan   | 28 de agosto de 1988 (32 anos)    | King City (Ontário) | - Sophiane Méthot - Sarah Milette |
| CAN Canadá         | Samantha Smith    | 1 de abril de 1992 (29 anos)      | Toronto             | - Sophiane Méthot - Sarah Milette |
| CHN China          | Liu Lingling      | 8 de novembro de 1994 (26 anos)   | Fucheu              | - Huang Yanfei - Lin Qianqi       |
| CHN China          | Zhu Xueying       | 2 de março de 1998 (23 anos)      | Pequim              | - Huang Yanfei - Lin Qianqi       |
| EGY Egito          | Malak Hamza       | 5 de novembro de 2001 (19 anos)   | Gizé                |                                   |
| FRA França         | Léa Labrousse     | 6 de abril de 1997 (24 anos)      | Chamalières         | - Marine Jurbert                  |
| GBR Grã-Bretanha   | Laura Gallagher   | 26 de março de 1989 (32 anos)     | Bridgwater          |                                   |
| GBR Grã-Bretanha   | Bryony Page       | 10 de dezembro de 1990 (30 anos)  | Sheffield           |                                   |
| JPN Japão          | Hikaru Mori       | 7 de julho de 1999 (22 anos)      | Tóquio              |                                   |
| JPN Japão          | Megu Uyama        | 14 de janeiro de 1996 (25 anos)   | Kanazawa            |                                   |
| MEX México         | Dafne Navarro     | 30 de janeiro de 1996 (25 anos)   | Guadalajara         |                                   |
| NZL Nova Zelândia  | Madaline Davidson | 8 de janeiro de 1999 (22 anos)    | Christchurch        |                                   |
| ROC                | Susana Kochesok   | 25 de fevereiro de 1995 (26 anos) | Krasnodar           |                                   |
| ROC                | Iana Lebedeva     | 19 de dezembro de 2001 (19 anos)  | São Petersburgo     |                                   |
| USA Estados Unidos | Nicole Ahsinger   | 12 de maio de 1998 (23 anos)      | San Diego           | - Charlotte Drury - Sarah Webster |